# Non sono un bastardo
Non sono un bastardo ( Je ne suis pas un salaud) è un film francese del 2016 diretto da Emmanuel Finkiel.